# قرار مجلس الأمن التابع للأمم المتحدة رقم 442
قرار مجلس الأمن التابع للأمم المتحدة رقم 442، الذي اتخذ بالإجماع في 6 ديسمبر 1978، بعد النظر في طلب كومنولث دومينيكا للحصول على العضوية في الأمم المتحدة، أوصى المجلس الجمعية العامة بقبول الدومينيكا.